# G.H.E.T.T.O. Stories
Swizz Beatz Presents – G.H.E.T.T.O. Stories – pierwsza składanka amerykańskiego producenta Swizz Beatza. Wydana 10 grudnia 2002 roku. Zadebiutowała na 50. miejscu listy Billboard 200, sprzedając 59,000 kopii w pierwszym tygodniu od wydania. Wystąpiły na nim nie tylko gwiazdy hip-hopu (takie jak Lil' Kim, Nas i Snoop Dogg), ale także innych gatunków muzyki w tym: R&B (Ron Isley) oraz metalu (Metallica).
Tytułowa piosenka wykorzystuje sample'a z "Jurrassic Harlem" Posta Boya. Utwór "Good Times" pochodzi z "A Gangster And A Gentleman" Stylesa P. Na podkładzie utworu "Big Business" rapował również Drag-On w utworze "My Fire Is Hot" z płyty "Ruff Ryders Presents – Drag-On".
Składankę promują dwa single: "Bigger Business" i "Guilty", z których pierwszy odniósł większy sukces zdobywając 72. miejsce na liście Hot R&B/Hip-Hop Songs. Do "Bigger Business" powstał klip, w którym można również zobaczyć Busta Rhymesa.

## Lista utworów
| #  | Tytuł                          | Producent(ci) | Występujący | Długość |
| -- | ------------------------------ | ------------- | --- | ------- |
| 1  | "The Start (Interlude)"        | Tony Lopez    | Swizz Beatz | 1:47    |
| 2  | "Ghetto Stories"               | Swizz Beatz   | Swizz Beatz | 3:39    |
| 3  | "Big Business"                 | Swizz Beatz   | - Intro: Ron Isley, Jadakiss - Refren: Ron Isley, Jadakiss - Wszystkie zwrotki: Jadakiss - Outro: Ron Isley | 4:34    |
| 4  | "Turn It Up"                   | Swizz Beatz   | Swizz Beatz | 1:45    |
| 5  | "Endalay"                      | Swizz Beatz   | - Refren: Busta Rhymes - Pierwsza zwrotka: Busta Rhymes - Druga zwrotka: Swizz Beatz - Trzecia zwrotka: Busta Rhymes - Outro: Busta Rhymes                                                                                | 4:58    |
| 6  | "Shyne"                        | Swizz Beatz   | - Intro: Shyne - Refren: Mashonda, Shyne - Wszystkie zwrotki: Shyne | 4:31    |
| 7  | "Ghetto Love"                  | Khary Dandy   | - Intro: LL Cool J, Mashonda - Refren: Mashonda - Pierwsza zwrotka: LL Cool J - Druga zwrotka: Mashonda - Trzecia zwrotka: LL Cool J                                                                                      | 5:06    |
| 8  | "Alien (Interlude)"            | Swizz Beatz   | Swizz Beatz | 2:13    |
| 9  | "Good Times"                   | Saint Denson  | - Intro: Freda Payne - Refren: Freda Payne - Wszystkie zwrotki: Styles | 4:25    |
| 10 | "Gone Delirious"               | Swizz Beatz   | - Intro: Swizz Beatz, Lil' Kim - Refren: Lil' Kim, Swizz Beatz - Wszystkie zwrotki: Lil' Kim, miejscami można usłyszeć również Swizz Beatza - Outro: Swizz Beatz                                                          | 4:28    |
| 11 | "N.O.R.E."                     | Swizz Beatz   | - Intro: N.O.R.E. - Refren: Swizz Beatz, N.O.R.E. - Wszystkie zwrotki: N.O.R.E. | 4:18    |
| 12 | "Let Me See You Do Your Thing" | Kid Klever    | - Intro: Baby [Cash, Money] - Refren: Swizz Beatz - Pierwsza zwrotka: Baby [Cash, Money] - Druga zwrotka: Yung Wun - Trzecia zwrotka: Baby [Cash, Money] - Outro: Swizz Beatz                                             | 4:23    |
| 13 | "Island Spice"                 | Swizz Beatz   | - Intro: Eve, Swizz Beatz - Refren: Eve - Wszystkie zwrotki: Eve | 4:27    |
| 14 | "Guilty"                       | J. Brown      | - Intro: Swizz Beatz, Bounty Killer - Refren: Swizz Beatz, Bounty Killer - Pierwsza zwrotka: Swizz Beatz - Druga zwrotka: Bounty Killer - Trzecia zwrotka: Swizz Beatz, Bounty Killer - Outro: Swizz Beatz, Bounty Killer | 4:42    |
| 15 | "Salute Me (Remix)"            | Swizz Beatz   | - Refren: NAS - Pierwsza zwrotka: NAS - Druga zwrotka: Fat Joe - Trzecia zwrotka: Cassidy - Outro: Swizz Beatz | 3:57    |
| 16 | "We Did It Again"              | Swizz Beatz   | - Intro: Swizz Beatz - Refren: Ja Rule - Wszystkie zwrotki: Ja Rule, Metallica - Outro: Ja Rule, Metallica | 4:43    |
| 17 | "Bigger Business"              | Swizz Beatz   | - Intro: P. Diddy, Ron Isley - Refren: Ron Isley, P. Diddy - Pierwsza zwrotka: Baby [Cash, Money] - Druga zwrotka: Jadakiss - Trzecia zwrotka: Cassidy, Snoop Dogg - Outro: Ron Isley, P. Diddy                           | 3:57    |